# Рідж'юма
Рідж'юма — невеликий острів в Червоному морі в архіпелазі Дахлак, належить Еритреї, адміністративно відноситься до району Дахлак регіону Семіен-Кей-Бахрі.

## Географія
Розташований на південний схід від острова Дунішуб. Має видовжену форму, довжина острова 3,1 км, ширина 700 м на півночі, 300 м в центрі та 900 м на півдні. Окрім півдня острів облямований піщаними мілинами та кораловими рифами.